# Мойш
Мойш (словац. Mojš) — село, громада округу Жиліна, Жилінський край, регіон Горне Поважіє. Кадастрова площа громади — 2,59 км².
Населення 1183 особи (станом на 31 грудня 2017 року).

## Історія
Мойш згадується 1270 року.

## Географія
Протікають Ґбелянський потік і Котрчіна.

## Населення
| Рік:            | 1994. | 2004.   | 2014.     | 2024.    |
| --------------- | ----- | ------- | --------- | -------- |
| Кількість осіб: | 490   | 450     | 924       | 1496     |
| Різниця:        |       | -8,16 % | +105,33 % | +61,90 % |

| Рік:            | 2023. | 2024.   |
| --------------- | ----- | ------- |
| Кількість осіб: | 1450  | 1496    |
| Різниця:        |       | +3,17 % |